# فرن ریکو
فرن ریکو (انگلیسی: Fran Rico؛ زادهٔ ۳ اوت ۱۹۸۷) بازیکن فوتبال اهل اسپانیا است.
از باشگاه‌هایی که در آن بازی کرده‌است می‌توان به باشگاه فوتبال گرانادا، باشگاه فوتبال رئال مادرید کاستیا، و باشگاه فوتبال رئال مادرید اشاره کرد.